# 𝼏
Cette page contient des caractères spéciaux ou non latins. S’ils s’affichent mal (▯, ?, etc.), consultez la page d’aide Unicode.
C étiré bouclé, 𝼏, est une lettre additionnelle latine utilisée comme symbole phonétique par Douglas Beach. Il est composé d’un c étiré ‹ ʗ › avec une boucle.

## Utilisation
Douglas Beach utilise le c étiré bouclé pour représenter un clic post-alvéolaire nasalisé, [ɴ͡ǃ] ou [ᶰǃ], aussi noté [ᶰʗ] avant 1989 dans l’alphabet phonétique international.

## Représentations informatiques
Le c étiré bouclé peut être représenté avec les caractères Unicode suivants :
| formes  | représentations | chaînes de caractères | points de code | descriptions   |
| ------- | --------------- | --------------------- | -------------- | -------------- |
| symbole | 𝼏               | 𝼏                     | U+1DF0F        | c étiré bouclé |